# Himantoglossum adriaticum
Himantoglossum adriaticum là một loài lan native to Europe.

## Hình ảnh

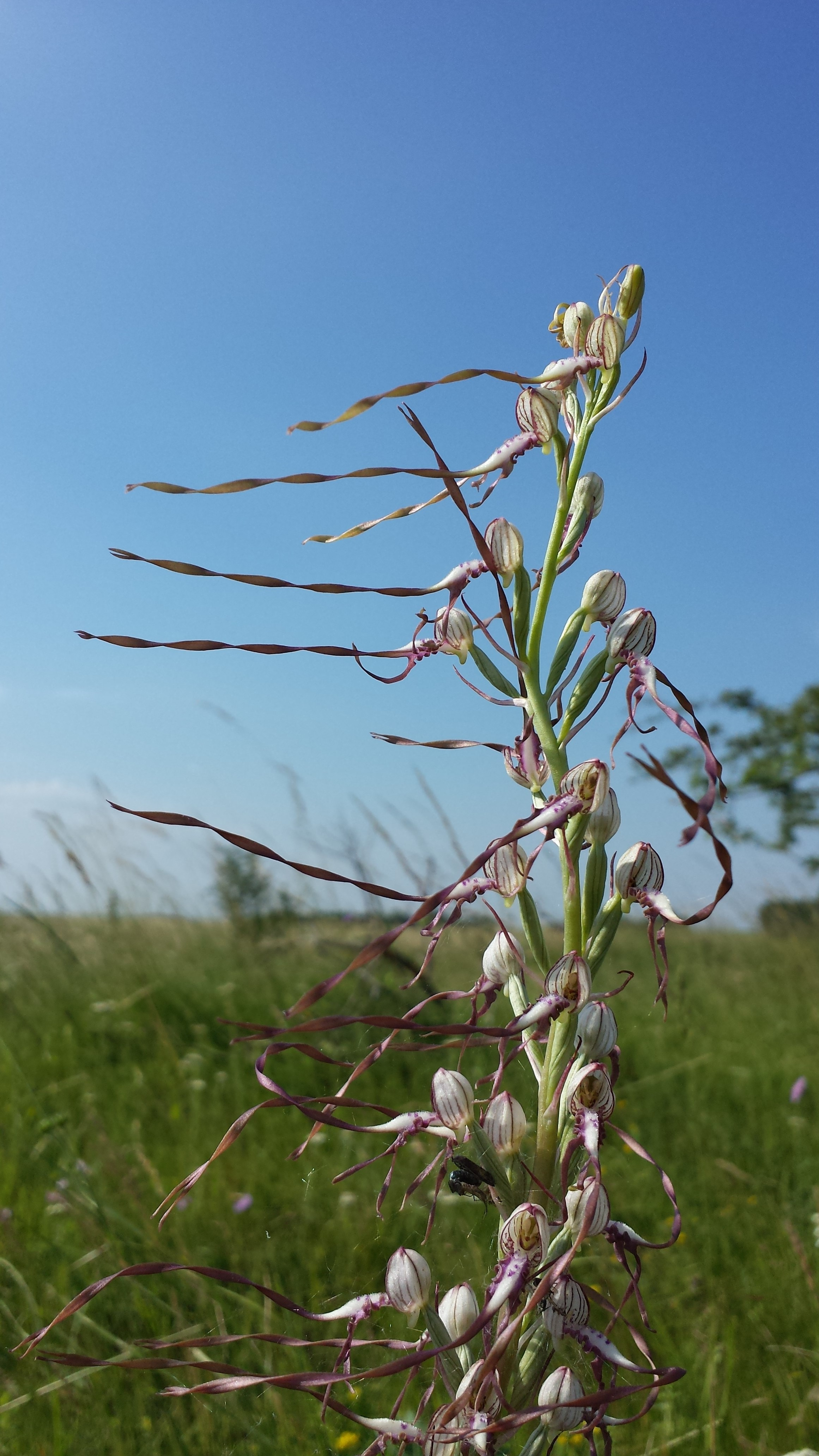
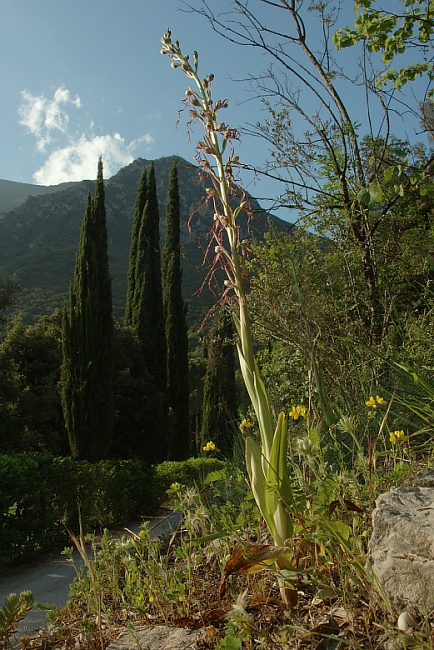
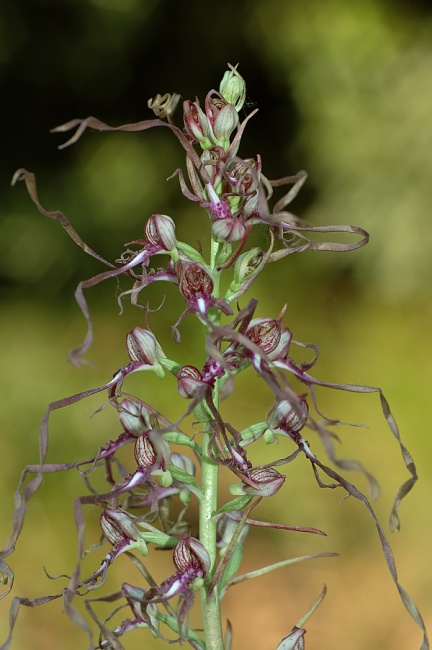
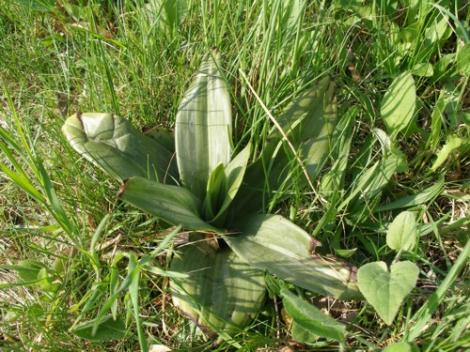